# Maceratino
Il Maceratino o Ribona è un vitigno a bacca bianca, di probabile origine marchigiana, in particolar modo è tipico della provincia di Macerata, zona dove è attualmente maggiormente diffuso.

## Ampelografia
La foglia è di dimensioni medio-grandi, orbicolare, pentalobata; il grappolo sono medio-grande, di forma cilindro-conica, serrato; gli acini medio, sferoidale, con buccia pruinosa e di spessore medio, consistente, di colore verde-giallo.
Fenomeni vegetativi:
- Germogliamento: medio-tardivo
- Fioritura: media
- Invaiatura: media
- Maturazione: medio-tardiva

## Coltivazione
Tipica della provincia di Macerata, nelle Marche, è presente anche in Umbria.